# Caluera vulpina
Caluera vulpina är en orkidéart som beskrevs av Dodson och Ronald Oskar Determann. Caluera vulpina ingår i släktet Caluera och familjen orkidéer. Inga underarter finns listade i Catalogue of Life.